# Кумужъял
Кумужъял (мар. Пектывайсола) — деревня в Моркинском районе Республики Марий Эл. Входит в состав Шалинского сельского поселения.

## География
Находится в юго-восточной части республики Марий Эл на расстоянии приблизительно 13 км по прямой на запад от районного центра посёлка Морки.

## История
Основана в начале XVIII века. В 1763 году отмечено 129 жителей. В 1895 году в деревне проживали 186 человек, мари. В 1924 году здесь (тогда Пектывай-сола) проживали 260 человек, в 1959 году 215 человек. С начала XXI века никаких производств в деревне нет. В 2004 году оставалось 26 дворов. В советское время работали колхозы «Кумужъял» и «Победа».

## Население
Население составляло 80 человек (мари 100 %) в 2002 году, 66 в 2010.